# ホップの定理
ホップの定理 (Hopf theorem) は、微分位相幾何学の定理で、位相的次数は、超球面への連続写像の唯一のホモトピー不変量であるという定理である。

## 内容
M を n 次元のコンパクトな向き付けられた多様体、Sn を n 次元球面、{\displaystyle f,g\colon M\to S^{n}} を連続とすると、{\displaystyle \deg(f)=\deg(g)} であることと、f と g がホモトピックであることとは同値である。